# علي سالم البدواوي
علي البدواوي هو طاه محترف متخصص في المأكولات الإماراتية من دولة الإمارات العربية المتحدة . كان لديه ثلاثة برامج طبخ على شاشة التلفزيون، وهو معروف بمطعمه الشهير مزلاي في فندق قصر الإمارات، وهو أول مطعم إماراتي أصيل في الإمارات العربية المتحدة، يعمل فيه كرئيس الطهاة. يتخصص البدواوي في الغالب في المطبخ الإماراتي ، حيث يتقن العديد من الأطباق المحلية. نما شغفه بالطهي أثناء رحلة إلى الخارج.
في عام 2007، تم اختيار البدواوي كأفضل شيف عربي من قبل صالون الإمارات الدولي لفنون الطهي.[بحاجة لمصدر]

## روابط خارجية
- مطعم ميزلاي - فندق قصر الإمارات